# Volatilidade (finanças)
Volatilidade, na área financeira, é uma medida de dispersão dos retornos de um título ou índice de mercado. Quanto mais o preço de uma ação varia em um período curto de tempo, maior o risco de se ganhar ou perder dinheiro negociando esta ação - portanto, a volatilidade é uma medida de risco.

## Medidas
São medidas de volatilidade do preço de uma determinada ação, entre outras:
- O maior e o menor preço de uma ação num determinado período[2];
- O grau médio de variação das cotações de um determinado ativo em determinado período (desvio padrão[1]);
- A variância[1];
- O beta, ou seja, uma medida de volatilidade comparada (por exemplo, a volatilidade de uma ação em relação à volatilidade do índice Ibovespa como um todo).

## Utilidade
A volatilidade é uma variável que mostra a intensidade e a frequência das oscilações nas cotações de um ativo financeiro - o qual pode ser ação, título, fundo de investimento - ou de índices das bolsas de valores, considerando um determinado período de tempo. Essa variável (a volatilidade) é um dos parâmetros mais frequentemente utilizados como forma de mensurar o risco de um ativo considerado.

## Cálculo da volatilidade
A forma mais simples de estimar a volatilidade é utilizando o desvio padrão histórico, que atribui peso uniforme a todas as observações. 
O alisamento exponencial (EWMA) aloca peso maior para as observações mais recentes, mas apresenta o inconveniente da escolha arbitrária do grau de suavização. Os modelos GARCH e de volatilidade estocástica, por não sofrerem destes problemas, são populares.
O cálculo da volatilidade pode usar uma janela móvel de tempo. No caso, a amostra deve utilizar um peso que reduza o efeito das observações estatísticas do passado mais longínquo. O método EWMA considera que a série de retornos diários com T observações históricas é ponderada por um fator de decaimento. As observações mais recentes são ponderadas com um peso maior que as observações mais remotas.
A volatilidade também pode ser descrita como uma função dela própria defasada no tempo. Este tipo de situação, juntamente com o modelo que descreve um ativo em função da volatilidade, é dito um modelo de volatilidade estocástica.
Uma vez que a volatilidade é a quantidade e intensidade de flutuações e oscilações que ocorrem com uma série de retornos, estas flutuações relacionam-se com a média dos retornos.
Já a volatilidade implícita é a volatilidade calculada através da fórmula de Black-Scholes. Esta fórmula calcula o preço de uma opção em função do preço de exercício da opção, do preço atual do ativo, da taxa livre de risco do mercado e da volatilidade do ativo. Através dos valores negociados em bolsa, esta fórmula pode ser invertida, obtendo-se, a partir dos demais termos, a volatilidade do ativo (a volatilidade implícita).